# Арнольд Лухаяер
Арнольд Лухаяер (20 жовтня 1905 — 19 січня 1965) — естонський важкоатлет.
Срібний призер Олімпійських Ігор 1928 року в категорії понад 82,5 кг, бронзовий призер 1936 року в категорії понад 82,5 кг.
Бронзовий призер Чемпіонату світу 1938 року в категорії понад 82,5 кг.
Срібний призер Чемпіонату Європи 1933 року в категорії понад 82,5 кг.